# Dimagi
Dimagi (с хинди  «умный парень») — международная группа компаний со сходными названиями, разработчик программного обеспечения с открытым исходным кодом и сервисов для создания приложений в области сбора и анализа статистики, в первую очередь по работе с персональными медицинскими данными в развивающихся странах. На 2013 год являлся лидером на своём рынке.

## Организация
Проект Dimagi основан тремя выпускниками MIT Media Lab Викрамом Кумаром, Вишванатом Анантраманом (англ. Vishwanath Anantraman) и Тарьей Миккельсеном (англ. Tarjei Mikkelsen) в 2002 году.
Позже к ним присоединился Джонатан Джексон (англ. Jonathan Jackson).
Средства на развитие дал инвестор из соседней Concept Labs.
Создателями проекта двигала идея, что проблемы здравоохранения большей частью могут быть решены без строительства дорогостоящей инфраструктуры — больниц и дорог, а лишь предоставлением практикующим врачам доступа к современным информационным технологиям.
Впоследствии в разных странах в разное время были зарегистрированы компании группы, основной из которых является американская Dimagi, Inc., созданная в 2004 году Джонатаном Джексоном и Викрамом Кумаром.
Руководит компанией Dimagi, Inc. (CEO) Джонатан Джексон.
Викрам Кумар занимает пост главного врача (англ. Chief Medical Officer).
Штаб-квартира Dimagi, Inc. расположена в Кембридже (Массачусетс, США).
Кроме Dimagi, Inc. в группу входят также Dimagi India с офисом в Нью-Дели (Индия) и Dimagi South Africa в Кейптауне (ЮАР).
У компании открыты дополнительные офисы также в других странах, например, в Мапуту (Мозамбик) и Дакаре (Сенегал).
Разработка и развитие компании ведётся в основном на гранты, включая правительственные.
Например, в 2010 году Dimagi получила финансирование от Агентства США по международному развитию.
Базовые продукты компании бесплатны, хотя в них и присутствует линейка платных подписок, позволяющих вести устойчивый бизнес.
Викрам Кумар характеризует своё предприятие, как «не-очень-для-прибыли» (англ. not-for-very-profit).
Тем не менее Dimagi ставит эксперименты и с чисто коммерческими продуктами, выходящими за пределы её основного направления деятельности.
Партнёрами организации являются, в том числе Всемирная организация здравоохранения, Фонд Билла и Мелинды Гейтс, другие крупнейшие общественные и правительственные организации.

## Деятельность
Компания Dimagi разработала платформы, конструкторы и сервисы, позволяющие создавать мобильные приложения для сбора, хранения и обработки статической информации и баз знаний.
Главной областью их применения являются здравоохранение и логистика в развивающихся странах.
Основным продуктом компании является мобильная платформа CommCare, включающая CommCare Mobile и CommCareHQ, которые позволяет неспециалистам (например, социальным работникам) собирать информацию (например, о состоянии здоровья) в находящуюся в облаке базу данных, и уже после полуавтоматического анализа при участии специалистов производить необходимые действия (например, направлять пациентов на лечение или следить за вспышками эпидемий).
Все разрабатываемые Dimagi программные продукты имеют открытый код и доступны для свободного распространения и использования.
Компания берёт плату за дополнительные сервисы (например, массивные SMS рассылки, хранения больших объёмов данных в собственном облаке и т. д.), либо за консультационную поддержку, а также продаёт массивы статистических данных третьим лицам (например, международным организациям).

## Показатели деятельности
В 2010 году выручка Dimagi, Inc. составила 1,7 млн долларов США.
С помощью запущенных в 10 странах продуктов было собрано более 90 000 форм.
В 2012 году продукты компании использовались в 50 проектах в 29 странах.
15 из проектов реализовались в девяти индийских штатах.
Бюджет компании в 2012 году составлял 3,48 млн долларов США.
На 2013 год Фонд Шваба оценивал число бенефициаров компании в 3 205 000 человек.
В 2014—2015 годах Dimagi была выбрана USAID одним из партнёров по отслеживанию эпидемии лихорадки Эбола в Западной Африке.

## Оценки
В 2008 году компания Dimagi стала одной из пяти финалистов премии Legatum/Fortune Technology Prize.
В 2011 году Businessweek назвал Dimagi в числе лучших социальных предприятий.
В 2012 году создатели Dimagi, Inc. Джонатан Джексон и Викрам Кумар названы Фондом Шваба социальными предпринимателями года.